# Herbert Haas (Bibliothekar)
Herbert Haas (* 11. Juli 1910 in Bruchsal; † 29. November 1999 in Mannheim) war ein deutscher Bibliothekar und Direktor der Universitätsbibliothek Mannheim.

## Leben und Wirken
Herbert Haas studierte an der Universität Heidelberg Geologie, Mineralogie, Chemie und Physik und promovierte dort im 1933 zum Dr. rer. nat. Im gleichen Jahr legte er das Staatsexamen für den höheren Schuldienst ab. Nach kurzer Tätigkeit als Studienreferendar trat er 1935 als Bibliotheksreferendar an der Universitätsbibliothek Heidelberg in die Ausbildung für den höheren Bibliotheksdienst ein und absolvierte an der Bayerischen Staatsbibliothek 1937 die Fachprüfung. Im gleichen Jahr begann er seine Arbeit als wissenschaftlicher Bibliothekar an der Universitätsbibliothek Heidelberg. Dort war er – unterbrochen vom Kriegsdienst während des Zweiten Weltkriegs – bis 1966 tätig, zuletzt als Leiter der Benutzungsabteilung. Im Jahre 1966 wurde er Direktor der Universitätsbibliothek Mannheim. Dieses Amt hatte er bis zum Eintritt in den Ruhestand 1975 inne. In seiner Amtszeit ging es insbesondere um den Ausbau der Bibliothek, während die Handelshochschule Mannheim in eine Universität umgewandelt wurde.

## Schriften
- Über Baryt. Formen und Accessorien. In: Neues Jahrbuch für Mineralogie, Geologie und Paläontologie. Reihe A (Abhandlungen), Bd. 67 (1933), S. 217–272 (Dissertation Universität Heidelberg).
- (Bearb.): Die Universitätsbibliothek Mannheim im Jahre .... Jg. 1967 (1968) – 1973 (1974).
- Die Universitätsbibliothek Mannheim. Rückblick und Ausblick. In: Zeitschrift für Bibliothekswesen und Bibliographie, Bd. 19 (1972), S. 203–216.
- Vier Jahre danach. Bericht über die Auswirkungen der Integrierung der wissenschaftlichen Stadtbibliothek in die Universitätsbibliothek Mannheim. In: Mannheimer Berichte aus Forschung und Lehre an der Universität Mannheim, Jg. 1975, H. 10, S. 301–309.
- Die Universitätsbibliothek. In: Eduard Gaugler (Hrsg.): Die Universität Mannheim in Vergangenheit und Gegenwart. Mannheimer Morgen Großdruckerei und Verlag GmbH, Mannheim 1976, S. 175–180.